# Inéditos (álbum de Tamara Castro)
Inéditos es un álbum póstumo de la cantante de folklore argentino Tamara Castro. Fue producido y compilado por Jorge Milikota, grabado en "Estudio Master" y publicado por la discográfica "DBN" ("Distribuidora Belgrano Norte") en 2006.
Se trata de una compilación de canciones que Tamara Castro había descartado de las sesiones de grabación de sus
álbumes de estudio entre 1996 y 2006, aunque dichos temas formaban parte del repertorio en sus recitales.

## Canciones
1. "Conjuro" (Zamba) (Jorge Mlikota) - 3:21 (Grabado en 2006).
2. "Cielito Mío" (Habanera) (Daniel Toro/César Miguens) - 3:40 (Grabado en 2000).
3. "Tierra de Valientes" (Chamamé) (Alberto Oviedo/Jorge Mlikota) - 2:13 (Grabado en 1997).
4. "Quiero Ser Tu Sombra" (Vals) (Héctor Quatromano/Zulema Alcayaga) - 3:10 (Grabado en 1998).
5. "El Potro" (Zamba) (Jorge Mlikota) - 2:59 (Grabado en 1996).
6. "Pajarillo Verde" (Joropo) (Derechos Reservados) - 2:27 (Grabado en 1997).
7. "Quédate en Mi" (Canción) (Daniel Toro/César Miguens) - 2:54 (Grabado en 2000).
8. "Corazón de Cachapé" (Canción) (Martín Dell'Oro/Jorge Mlikota) - 2:39 (Grabado en 1997).
9. "Fuego en La Red" (Taquirari) (Jorge Mlikota) - 2:37 (Grabado en 2002).
10. "El Duraznero" (Chamamé) (Horacio Guarany/Jorge Mlikota) - 3:35 (Grabado en 1999).
11. "Desmesura" (Pasillo) (Jorge Mlikota) - 3:20 (Grabado en 2002).
12. "Cielo del Lunes" (Retumbo) (Jorge Mlikota) - 2:37 (Grabado en 2000).
13. "No Preguntes" (Canción) (Jorge Mlikota) - 2:51 (Grabado en 1999).
14. "Canción de Cuna Pobre" (Vidala) (Jorge Mlikota) - 2:20 (Grabado en 1997).
15. "Sinrazón" (Tango) (Jorge Mlikota) - 3:05 (Grabado en 1996).
16. "Proclama" (Huayno) (Jorge Mlikota) - 2:59 (Grabado en 2006).

## Personal
- Tamara Castro: Guitarra y voz.

- Leandro Lovato: Charango, violín y dirección musical.

- Héctor Moore: Guitarras.

- Jorge Mlikota: Guitarras, arreglos, producción, compilación y dirección musical.

- Sirso Iseas: Bajo y programación MIDI.

- Daniel Iseas: Técnico de grabación.

- Cacho Iseas: Técnico de grabación.

- Juan Manuel Rosa: Bombo y percusión.

- Pedro Rajal: Violín.

- Carlos Flores: Charango, sikus y quena.

- Abel Gregorio: Bajo.

- Juan Emilio Romero: Guitarra.

- Eduardo Belardi: Cajón, erque y pezuñas.

- Octavio Stampalia: Teclados.

- Luis Ferreira: Flauta Traversa.

- Hugo Gargiulo: Coros.

- Esteban Gargiulo: Coros.

- Mario Gauna: Coros.

- Amadeo Monges: Arpa.

- Freddy Hernández, Jr.: Piano.

- Hugo Casas: Arreglos, productor y guitarras.

- Sergio Dorado: Bajo, teclados y producción.

- "Lucho" González: Arreglos musicales y guitarras.